# Alpaida amambay
Alpaida amambay là một loài nhện trong họ Araneidae.
Loài này thuộc chi Alpaida. Alpaida amambay được Herbert Walter Levi miêu tả năm 1988.